# A Manchester United FC és az AS Roma 2007. április 10-i mérkőzése
A Manchester United és az AS Roma közötti 2006–2007-es UEFA-bajnokok ligája-negyeddöntőt az Old Traffordon játszották, 2007. április 10-én. A mérkőzés végeredménye 7–1 lett, a United diadalmaskodott, a mérkőzés minden idők legnagyobb különbségű negyeddöntő-győzelme az UEFA-bajnokok ligájában.

## Háttér
A találkozó a negyeddöntő visszavágója volt, az első mérkőzésen az AS Roma nyert 2–1-re, hazai pályán, Rodrigo Taddei és Mirko Vučinić góljaival. A Manchester United végül az elődöntőben esett ki a sorozatból, az AC Milan ellen, 5–3-as összesítéssel.

### Rendőri fellépések
A mérkőzés közben a két csapat szurkolói tárgyakat dobáltak egymás felé, amelynek következtében a stadionban jelenlévő rohamrendőrök megpróbáltak nyugalmat teremteni. A rendőrök a mérkőzés előtt csak a manchesteri oldalra álltak ki, ezért a római szurkolók könnyebben tudták megdobálni a manchesteri rajongókat. A rendőrségi fellépést követően a Manchester United azzal vádolta az olasz hatóságokat, hogy rajongóikat válogatás nélkül megverték, őket célba véve. Tizenegy United-, és két Roma-szurkoló került kórházba (illetve további öt személy még a mérkőzés előtt). Nyomozást indított a mérkőzés után az UEFA, amelyet az Amnesty International is támogatott. Giuliano Amato olasz belügyminiszter kijelentette, hogy a rendőrség túl erőszakos volt a United szurkolói ellen. A római rendőrség feje tagadta, hogy túlkapásról lett volna, azt nyilatkozva, hogy a rendőrségi fellépés a helyzetet figyelembe véve teljesen megfelelt, illetve az Olasz labdarúgó-szövetség is támogatta a rendőröket.
2007 áprilisában az UEFA mindkét csapatot megbüntette, a Romát 47 ezer euróra, a Unitedet 21,3 ezerre. A két csapat ismét találkozott a következő szezonban, amely mérkőzés előtt Francesco Totti Roma-kapitány személyesen bocsánatot kért a Manchester United egyik női rajongójától az előző évadban történtek miatt.
A manchesteri visszavágón a rendőrség megvert több római rajongót is, miután a két csapat szurkolói üvegekkel dobálták egymást a mérkőzés előtt. A kormány hivatalos álláspontja szerint a rendőrség megfelelően lépett fel „több, egymástól független kisebb incidens ellen” Manchesterben, és öt percen belül megoldották a helyzetet. Tizennégy angol és hét olasz rajongót tartóztattak le.

## A mérkőzés

### Áttekintés
A mérkőzés előtt meglepőnek számított, hogy kezdőként játszott egy 14 hónapos sérülésből visszatérő Alan Smith, de a csatár Michael Carrick pályafutása első európai gólját követve megduplázta a United előnyét már 17 perc után. Két perccel később már három gólos volt a United előnye, megfordítva a párharcot Wayne Rooney találatával. Giggs második gólpasszát adta a mérkőzésen az angol csatár góljához. Ugyan a Roma elkezdett jobban játszani, Philippe Mexès nem tudott befejezni egy könnyű helyzetet, és egy perccel a félidő vége előtt Cristiano Ronaldo meglőtte a manchesteriek negyedikjét.
Már négy perccel a második játékrész kezdete után 5–0 volt az eredmény, ismét Ronaldónak köszönhetően, Giggs negyedik gólpassza után. Carrick szerezte a hatodik gólt, amelyet követően ugyan a Roma szépített De Rossi találatával, de Patrice Evra a 81. percben beállította a 7–1-es végeredményt.

### Mérkőzés részletei
| 2007. április 10. 19:45 |

| Manchester United                                             | 7–1               | AS Roma      |
| ------------------------------------------------------------- | ----------------- | ------------ |
| Carrick 11' 60' Smith 17' Rooney 19' Ronaldo 44' 49' Evra 81' | (4–0) Jegyzőkönyv | De Rossi 69' |

| Old Trafford, Manchester Játékvezető: Ľuboš Micheľ Asszisztensek: Roman Slyško, Martin Balko |

| Manchester United | AS Roma |

| KA                | 1  | Edwin van der Sar   |     |     |
| JV                | 22 | John O’Shea         |     | 52' |
| KV                | 5  | Rio Ferdinand       | 42' |     |
| KV                | 6  | Wes Brown           |     |     |
| BV                | 4  | Gabriel Heinze      |     |     |
| JKP               | 7  | Cristiano Ronaldo   |     |     |
| KP                | 16 | Michael Carrick     |     | 73' |
| KP                | 24 | Darren Fletcher     |     |     |
| BKP               | 11 | Ryan Giggs          |     | 61' |
| KCS               | 14 | Alan Smith          | 41' |     |
| KCS0              | 8  | Wayne Rooney        |     |     |
| Cserék:           |    |                     |     |     |
| KA                | 29 | Tomasz Kuszczak     |     |     |
| V                 | 3  | Patrice Evra        |     | 52' |
| V                 | 32 | Craig Cathcart      |     |     |
| KP                | 23 | Kieran Richardson   |     | 73' |
| KP                | 33 | Chris Eagles        |     |     |
| CS                | 20 | Ole Gunnar Solskjær |     | 61' |
| CS                | 21 | Tung Fang-cso       |     |     |
| Menedzser:        |    |                     |     |     |
| Sir Alex Ferguson |    |                     |     |     |

| KA                | 32 | Doni                  |     |     |
| JV                | 27 | Marco Cassetti        | 76' |     |
| KV                | 5  | Philippe Mexès        | 82' |     |
| KV                | 13 | Cristian Chivu        |     |     |
| BV                | 2  | Christian Panucci     |     |     |
| KP                | 7  | David Pizarro         |     |     |
| KP                | 16 | Daniele De Rossi      |     | 86' |
| JKP               | 4  | Christian Wilhelmsson |     | 88' |
| TKP               | 23 | Mirko Vučinić         |     |     |
| BKP               | 30 | Mancini               |     | 90' |
| KCS0              | 10 | Francesco Totti       |     |     |
| Cserék:           |    |                       |     |     |
| KA                | 1  | Gianluca Curci        |     |     |
| V                 | 19 | Rodrigo Defendi       |     |     |
| V                 | 21 | Matteo Ferrari        |     |     |
| KP                | 14 | Ricardo Faty          |     | 86' |
| CS                | 28 | Aleandro Rosi         |     | 88' |
| CS                | 35 | Stefano Okaka         |     | 90' |
| Menedzser:        |    |                       |     |     |
| Luciano Spalletti |    |                       |     |     |

### Statisztika
| Statisztika          | Manchester United | Roma |
| -------------------- | ----------------- | ---- |
| Gólok                | 7                 | 1    |
| Lövések              | 23                | 21   |
| Kapura tartó lövések | 12                | 7    |
| Passzok              | 417               | 476  |
| Szerelések           | 27                | 16   |
| Felszabadítások      | 16                | 8    |
| Labdabirtoklás       | 46%               | 54%  |
| Szögletek            | 3                 | 2    |
| Szabálytalanságok    | 20                | 17   |
| Lesek                | 5                 | 2    |
| Sárga lapok          | 2                 | 2    |

## Jelentőség
A mérkőzés a legnagyobb különbségű győzelem volt egy UEFA-bajnokok ligája negyeddöntőben. Ezek mellett az első alkalom volt 1984 óta, hogy a United hátrányból meg tudott nyerni egy párharcot a kiírásban. A győzelmet a United legnagyobb európai sikerének nevezték az 1999-es győztes döntő óta.